# Perfetta così
Perfetta così è un singolo del cantautore italiano AKA 7even, pubblicato il 3 febbraio 2022.
Il brano è stato presentato in gara alla 72ª edizione del Festival di Sanremo, dove si è classificato al tredicesimo posto al termine della kermesse musicale.

## Descrizione
Il brano, scritto dallo stesso cantautore con Vincenzo Colella, è prodotto da  Max Elias Kleinschmidt, in arte Cosmophonix.

## Video musicale
Il video musicale, diretto da Peter Marvu e girato presso il liceo Tito Livio di Milano, è stato pubblicato in concomitanza con l'uscita del brano attraverso il canale YouTube del cantautore.

## Tracce
Testi di Luca Marzano e Vincenzo Colella, musiche di Luca Marzano, Gianvito Vizzi, Max Elias Kleinschmidt e Renato Luis Patriarca.
1. Perfetta così – 2:49

## Classifiche
| Classifica (2022) | Posizione massima |
| ----------------- | ----------------- |
| Italia            | 15                |